# Ryo Matsuri
Ryō Matsuri (祭遼 Matsuri Ryō?) (27 de mayo) es un luchador profesional japonés, más conocido por su nombre artístico Onryo. Matsuri es conocido por su trabajo en Frontier Martial-Arts Wrestling y Big Japan Pro Wrestling, y es fundador y director de 666.

## Carrera
Matsuri realizó lucha amateur en la universidad de Tokai, donde conoció a Takeo Otsuka, y empezó a plantearse ser luchador profesional.

### Wrestle Dream Factory (1995-1997)
En 1995, Matsuri debutó en Wrestle Dream Factory bajo el nombre de Wolf Ozawa (ウルフ小澤 Urufu Ozawa?). No mucho más tarde, sin embargo, Matsuri cambió su nombre a Onryo (怨霊 Onryo?). Su gimmick, como su nombre indicaba, era el de un onryo, un fantasma vengativo del folclore japonés. Bajo esta imagen, Matsuri utilizaba pintura facial blanca y negra para dar un aspecto cadavérico, y entraba a veces portando una lápida de madera. Onryo poseía poderes tales como volverse invisible para sus oponentes, y su peso era anunciado por los comentaristas como 0kg, ya que al ser un espíritu, no tenía peso físico. Pronto, Onryo ganó una gran popularidad, y empezó a competir en otras empresas, como Pro Wrestling Fujiwara Gumi y Wrestle Association R; su momento de mayor altura fue en la Super J Cup 2000 de Michinoku Pro Wrestling, en la que derrotó a Curry Man antes de ser eliminado por CIMA.

### Frontier Martial-Arts Wrestling (2000-2001)
En agosto de 2001, Onryo fue contratado por Frontier Martial-Arts Wrestling, donde formó un equipo con Tetsuhiro Kuroda. A pesar de su siniestra apariencia, Onryo se reveló face y luchó al lado de Hayabusa, Masato Tanaka y otros de los principales miembros de FMW.

### 666 (2003-presente)
En 2003, Matsuri se unió a Crazy SKB para formar la promoción 666.

### Pro Wrestling ZERO1 (2012-presente)
Onryo comenzó a aparecer en Pro Wrestling ZERO1, haciendo equipo con KAMIKAZE. Los dos compitieron en la Furinkazan Tag League 2012, pero fueron eliminados en la segunda ronda por Shito Ueda & Yusaku Obata.

## En lucha
- Movimientos finales
  - Onryo Driver[1][2][3] (Sitout double underhook powerbomb)
  - Onryo Clutch[1][2][3] (Grounded crucifix pin)
  - 66 Lock[2][3] (Scissored armbar)
  - 450º splash[4]

- Movimientos de firma
  - Kanashibari Sleeper Hold[5] (Sleeper hold)
  - Asian mist
  - Double underhook backbreaker[1]
  - Diving inverted hurricanrana
  - Dropkick, a veces desde una posición elevada[1]
  - Hurricanrana, a veces desde una posición elevada o a un oponente elevado
  - Jumping corkscrew elbow smash[1][3]
  - Knee strike[1]
  - Suicide springboard somersault senton[1]
  - Superkick

## Campeonatos y logros
- Frontier Martial-Arts Wrestling
  - WEW Tag Team Championship (1 vez) - con GOEMON
  - WEW Hardcore Tag Team Championship (1 vez) - con GOEMON

- Kaientai Dojo
  - UWA World Middleweight Championship (1 vez)

- Wrestling Marvelous Future
  - WMF Junior Heavyweight Championship (1 vez)
  - WEW Tag Team Championship (1 vez) - con Tetsuhiro Kuroda